# Курц, Арон
Арон Шмуэл Курц (идиш ארן קורץ‎ — Арн Курц, англ. Aaron Samuel Kurtz; 28 июля 1891, Освея, Витебская губерния — 30 мая 1964, Нью-Йорк) — американский поэт на идише, драматург, редактор, эссеист.

## Биография
В 1911 эмигрировал в США. Жил в Филадельфии и Нью-Йорке. Активно печатался в различных еврейских периодических изданиях («Ди идише велт», Филадельфия; «Ин зих», Нью-Йорк; «Найе лебн», Нью-Йорк; «Дер цвайг», Филадельфия; «Хайнтике лидер», Нью-Йорк) и в коммунистических периодических изданиях («Дер Хамер»; «Моргн фрайгайт», Нью-Йорк; «Советиш геймланд», Москва). Основатель ряда издательств: «Курце нотицн» («Краткие заметки»), «Хайнтике лидер» (1957—1964), «Дер цвайг» («Ветвь»).

### Произведения
- «Хаос» (1920)
- «Фигаро» (1924)
- «Плакатн» (1927)
- «Ди голдене штот» (1935)
- «Но пасаран» (1938)
- «Марк Шагал» (1947)